# Americano do Brasil
Americano do Brasil este un oraș în Goiás (GO), Brazilia.